# Comedy Central Extra
A Comedy Central Extra a Comedy Central vígjátékokat sugárzó televízióadó társcsatornája, amely az Adriai térség, Csehország, Írország, Moldova, Hollandia, Románia, Bulgária, Szlovákia és az Egyesült Királyság területén érhető el.
2013 januárjától Magyarországon is fogható volt, feliratozva, eredeti nyelvű hangsávban. Ez a változat 2017. október 3-tól megszűnt, helyét a Comedy Central Family vette át, ami magyar hangsávval rendelkezik (A Comedy Centralhoz hasonlóan). A fent felsorolt országokban a Comedy Central Family azonban nem vette át a Comedy Central Extra helyét, hanem az tovább működik eredeti nyelvű hanggal, az ország nyelvén feliratozva.

## Története
A csatorna Paramount Comedy 2 néven indult el az Egyesült Királyságban és Írországban, 2003. szeptember 1-én a Sky-on. Később elérhetővé vált 2003. szeptember 22-én a Telewest, majd 2003. október 15-én az NTL programján is. A csatorna eredetileg egy úgynevezett "idő csúsztatott" szolgáltatásban kínálta a Paramount Comedy programjait különböző időpontokban. Később sugározni kezdte a Paramount műsorait, különösen a briteket.
2009. február 17-én bejelentették, hogy a Paramount Comedy 1-et és Paramount Comedy 2-t újrabélyegzik Comedy Central és Comedy Central Extra névre 2009. április 6-án 9:00-kor. A névváltoztatás egybeesett a csatorna több új programjának megjelenésével, a Két pasi – meg egy kicsi, az Office és a South Park új epizódjaival.
2011. november 1-én elindult a Comedy Central Extra lokalizált változata Hollandiában a Ziggo kábelszolgáltatónál, majd a KPN-en 2012 január 15-én és a UPC Hollandián 2012 április 1-én. 2012 augusztus 1-én a csatorna elindult az adriai térségben: Bosznia-Hercegovina, Horvátország, Macedónia, Montenegró, Szerbia és Szlovénia.
A Comedy Central Extra 2022. december 31-én megszűnt Hollandiában.

## Idő csúsztatott szolgáltatás
Az Egyesült Királyságban és Írországban jelen van az idő csúsztatott szolgáltatás Comedy Central Extra + 1 (korábban Paramount Comedy + 1, 2007-től 2009-ig) néven, amely 2007. november 5-én indult el a Sky-on. A csatorna egy órával később sugároz az eredetinél 7:00-tól 6:00-ig 2008. augusztus 4-én, ahogyan a Nicktoonsters elindult 2008. augusztus 18-án. 2012. október 2-án a csatorna futni kezdett teljes műsoridőben, amelyet a Nicktoons Replay lezárása követett.

## Műsorkínálat
A Comedy Central Extra jelenleg amerikai vígjátéksorozatokat vetít napközben, beleértve a Frasier-t és a M*A*S*H-t.
10:00-tól vegyesen vetít amerikai és brit komédiákat, beleértve A szomszéd nője mindig zöldebb-et, az Eutrash-t és a Time Gentlemen Please-t.
Amikor 2007 januárjában váltódott a csatorna, elsősorban klasszikus amerikai és brit műsorok kerültek az adóra, mint a Seinfeld-t, a Cheers-t és Roseanne-t váltja a Bless This House, a George & Mildred és a The Upper Hand.
2007 februárjában a csatorna egy "Brit Klasszikus" szezonba lépett, olyan műsorokkal, mint a Spitting Image és a Monty Python Repülő Cirkusza.
Hétvégén klasszikus brit komédia kerül a csatorna képernyőjére, mint a The Upper Hand, Bless This House, George and Mildred, Brush Strokes, Monty Python Repülő Cirkusza, Don't Wait Up és a Mr. Bean.

## Fordítás
- Ez a szócikk részben vagy egészben  a   Comedy Central Extra című angol Wikipédia-szócikk fordításán alapul.  Az eredeti cikk szerkesztőit annak laptörténete sorolja fel. Ez a jelzés csupán a megfogalmazás eredetét és a szerzői jogokat jelzi, nem szolgál a cikkben szereplő információk forrásmegjelöléseként.